# 風早八十二

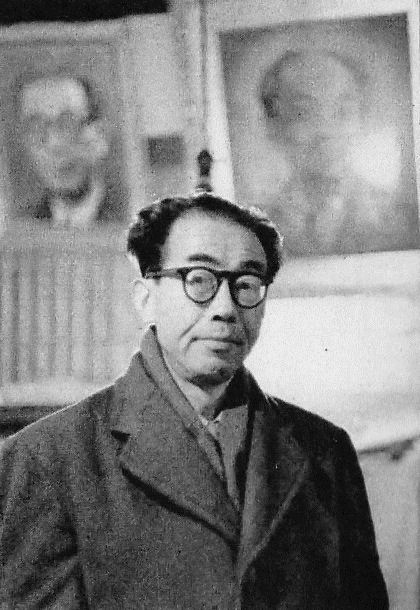
風早八十二

風早 八十二（かざはや やそじ、1899年8月10日（戸籍上は8月24日） - 1989年6月18日）は、日本の法学者、弁護士（登録は1949年12月8日）。専門は刑事法、社会政策。衆議院議員（1949年1月-1952年7月）。岡山県都窪郡山手村（現・総社市）出身。1922年、東京帝国大学法学部卒業。
日本の刑事法学において、罪刑法定原則（罪刑法定主義）復活の重要性をいち早く唱えた。ベッカリーアの不朽の名著『犯罪と刑罰』の完訳を成し遂げたことで有名である（単独翻訳は1929年出版の刀江書院版。後1938年、岩波文庫の一冊として出版。戦後の1959年、妻・風早二葉との共訳として改版された）。

## 略歴

### 戦前
日本における新派刑法学（近代派）の巨頭・牧野英一の刑法研究室（東京帝国大学法学部）の助手になる（1922年-1924年3月）も、師説から離れ、日本における、いわゆるマルクス主義法学の先駆者の一人となる。
1924年から2年間、刑法・刑事学の研究のためにフランス・ドイツ・イタリア・イギリスに留学。帰国後、九州帝国大学の助教授に就任（1926年11月）。1927年4月、九州帝国大学の初代刑法・刑事訴訟法講座担当の教授に就任（同年12月に休職）。1930年8月、現代法学全集（末弘厳太郎監修）の第30巻に掲載の論文「治安維持法」が発売禁止となり、当時在職していた中央大学（刑法）・明治大学（刑法）・日本大学（民法）・武蔵高校（現・武蔵大学、法学通論）・横浜専門（現・神奈川大学、刑法）から一斉に追放される（以後、敗戦まで、法学者としての言論を強権的に封じられる）。同年9月には、日本共産党シンパを理由に検挙され、50日間検束される。このころより、経済・財政の研究に専念する。
1932年7月30日、再び共産党シンパとして警察に拘束される。同年12月、野呂栄太郎らのすすめで日本共産党に入党。以後非合法活動に入り、2度にわたり、治安維持法違反で検挙される。1935年に出獄したのちはいわゆる講座派の一人として社会政策理論の研究に専念し、特に1938年に刊行した『労働の理論と政策』では生産力理論を提唱し、大河内一男とともに活動した。1938年9月、人民戦線戦術によって日本共産党再建運動を展開していた時、昭和研究会労働問題研究委員会の中心世話役を務める企画院革新官僚の稲葉秀三の勧誘推薦を受け、労働問題研究委員として近衛文麿の最高政治幕僚組織「昭和研究会」に参加した。昭和研究会には稲葉秀三や勝間田清一ら革新官僚と朝日新聞社出身のソ連スパイ尾崎秀実をはじめとする転向左翼ら所謂「国体の衣を着けたる共産主義者」（近衛上奏文）が結集しており、彼らはマルクス主義に依拠して戦争を利用する上からの国内革新政策の理論的裏付けを行い、国家総動員法の発動を推進し、近衛新体制生みの親として大政翼賛会創設の推進力となった。

### 戦後
敗戦後は、細川嘉六らとともに社会科学研究所の創立（1945年）に関わったのを皮切りに、民主主義科学者協会（民科）の創立への参加（1946年）、第1回日本学術会議会員に当選（1948年）、衆議院議員に当選（日本共産党公認、旧東京4区、1949年から1期）、弁護士登録など、その活動を再び活発化させた。それと平行して、戦前の苦い経験から、治安刑法研究に関する諸論稿の発表や憲法擁護の活動を展開した。
「牧野法学への総批判（試論）1-21・完」法律時報49巻8号-52巻2号（1977年-1980年、不定期連載）は、膨大な著作を残した牧野英一の法学を批判対象としている。ただし、実質的には未完で終わっている。

## 人物
風早には3回の結婚歴がある。最初は、1923年高田玉江と結婚したが、死別。1937年12月、佐藤嘉子と再婚。戦後離婚し、藤井二葉と結婚。その後、また離婚し、1989年6月に死亡するまで独身であった。元妻の二葉は、離婚直後に再婚し、五十嵐二葉となった。

## 著書
- 現代法学全集第30巻『治安維持法』（日本評論社、1930年）※発禁（全3万部は押収焼却処分）
- 日本資本主義発達史講座第1巻『財政史』（岩波書店、1932年）
- 日本資本主義発達史講座第7巻『鉱山業の発達』（岩波書店、1933年）（丸山一郎の名で）
- 『日本財政論』（三笠書房、1937年）
- 『日本社会政策史』（日本評論社、1937年）のち青木文庫
- 『労働の理論と政策』（時潮社、1938年）
- 『全国民事慣例類集』（日本評論社、1944年）
- 『日本の労働災害』（伊藤書店、1948年）
- 資本論講座. 第1巻 青木書店 1948
- 平和的形態における革命と反革命 ソヴェト文化社 1948
- 血税予算反対 暁明社 1948
- 『政治犯罪の諸問題』（研進社、1948年）
- 政党論 ナウカ社 1949
- 『日本社会政策の理論』（時潮社、1949年）
- 『憲法裁判-恵庭事件と自衛隊-』（新日本新書、1967年）
- 『治安維持法五十年-市民的政治的自由のために-』（合同出版、1976年）

### 共編著
- 野呂栄太郎と民主革命 一九三四年二月十九日を記念して 野坂参三,羽仁五郎共著 岩波書店 1946
- 『特高警察黒書』（新日本出版社、1977年）（共編）
- 『国民のための司法　共同研究』（新日本出版社、1983年）（共著）

### 翻訳
- アーノルド『ニヒリズム研究』（大鐙閣、1922年）（風間徹二名義）
- 『タルドの社会学原理』（岩波書店、1923年）
- ガブリエル・タルド『模倣の法則』（而立社、1924年）
- ベッカリーア『犯罪と刑罰-封建的刑罰制度の批判』（刀江書院、1929）
- ピアトニツキー『ドイツ・ファシズム論』（叢文閣、1936年）（翻訳、吉田栄一の名で）
- ベッカリーア『犯罪と刑罰』（岩波文庫、1959年）（改版、風早二葉（五十嵐二葉）共訳）

## 記念論集
- 啓蒙思想と刑事法 風早八十二先生追悼論文集 東京刑事法研究会編 勁草書房 1995.3